# Beverly Loraine Greene
Beverly Loraine Greene (4 d'octubre de 1915 – 22 d'agost de 1957) va ser una arquitecta americana. Segons l'editor arquitectònic Dreck Spurlock Wilson, és probable que "ella hagi estat la primera dona afroamericana registrada com a arquitecta als Estats Units." Es va registrar com a tal a Illinois en 1942.

## Biografia
Beverly Loraine Greene va néixer el 4 d'octubre de 1915, filla de l'advocat James A.Greene i la seva esposa Vera de Chicago, Illinois. La família era d'ascendència afroamericana. No va tenir germans ni germanes. Va assistir a la Universitat d'Illinois en Urbana-Champaign (UIUC), institució integrada racialment, graduant-se amb una llicenciatura en enginyeria arquitectònica en 1936, convertint-se en la primera dona afroamericana a obtenir aquest grau de la universitat. Un any més tard va obtenir un mestratge en planificació urbana i habitatge. També va estar involucrada en el club de drama Cenacle i va ser membre de la Societat Americana d'Enginyers Civils. A l'any següent, va obtenir el grau de mestra de la UIUC en planificació urbana i habitatge.
Després de la seva graduació, va tornar a Chicago i va ser contractada per l'Autoritat d'Habitatge en 1938. Es va convertir en la primera arquitecta afroamericana de gènere femení autoritzada als Estats Units, quan es va registrar per l'Estat d'Illinois el 28 de desembre de 1942 Greene també va treballar en la primera oficina arquitectònica administrada per un afroamericà al centre de Chicago. Malgrat els seus mèrits, va tenir dificultats en la superació de les barreres racials per trobar treball a la ciutat. Ella i altres arquitectes de raça negra eren habitualment ignorats per la premsa convencional de Chicago.
Un reportatge periodístic de 1945 sobre el projecte de desenvolupament de la Companyia d'Assegurances de vida Metropolitana (MetLife) a la ciutat de Stuyvesant va motivar a Greene a moure's a Nova York. Va realitzar la postulació per ajudar en el disseny urbà en Stuyvesant, malgrat els planificacion d'habitatges segregats racialment per part de la companyia. Per a gran sorpresa seva, va ser contractada. Després de pocs dies, va renunciar al projecte per acceptar una beca per al programa de mestratge a la Universitat de Colúmbia. Va obtenir el grau en Arquitectura en 1945 i va aconseguir un treball amb l'empresa d'Isadore Rosefield, companyia dedicada principalment al disseny d'instal·lacions sanitàries. Malgrat mantenir la seva ocupació en aquesta empresa fins al 1955, Greene va treballar amb Edward Durell Stone en almenys dos projectes al començament de la dècada dels 50. El 1951, va col·laborar en el projecte de construcció del teatre de la Universitat d'Arkansas, i el 1952 va ajudar a planificar el complex artístic del Sarah Lawrence College. Després de 1955, va treballar amb Marcel Breuer, col·laborant en els dissenys per a la seu a París de la UNESCO, i en alguns dels edificis del campus universitari d'altura de la Universitat de Nova York, encara que tots dos projectes van ser finalitzats després de la seva mort.
Beverly Greene va morir el 22 d'agost de 1957, a Nova York. Els seus funerals van ser duts a terme en la funerària Unity de Manhattan, un dels edificis dissenyats per ella.

## Treballs
Aquesta és una llista parcial de treballs i conté només aquells esmentats per nom o ubicació:
- 1951: Teatre de la Universitat de Arkansas
- 1952: Complex Artístic del Sarah Lawrence College.
- Capella de la funerària Unity, en l'Octava Avinguda #2352, Manhattan.
- Església Reformista Cristiana, Carrer 127 amb la Setena Avinguda, de Nova York.
- 1956: Seu de la UNESCO, Nacions Unides, París.
- 1956: Edificis en el campus universitari d'Altura de la Universitat de Nova York.